# 中央ハ
中央ハ（ちゅうおうハ）とは、ピアノ調律や弦楽器のチューニングに基準音としてよく使われるイ (A) 音のすぐ下のハ (C) 音のことである。

## 概要

音部記号ごとの中央ハ。左からト音記号（ヴァイオリン記号）、アルト記号、テノール記号、ヘ音記号（バス記号）

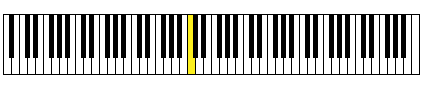
通常の88のピアノにおける中央ハの位置

日本式表記は一点ハ、国際式表記はC4、MIDIのノートナンバーは60。A＝440 Hzの場合、十二平均律ならば周波数は約261.6 Hzである。また、日本では一般に「真ん中のド」というと中央ハのことを指す。単に「ド」という場合もある。
ソプラノの最低音に近く、バスの最高音に近い。
普通のフルート、テナーリコーダーの最低音である。オーボエ、クラリネット、トランペット、ヴァイオリンの出すことのできる最低のハ (C) 音である。ヴィオラの最低音より1オクターブ高く、チェロの最低音より2オクターブ高い。ピアノでは、鍵穴のすぐ左のハ (C) 音である。